# Сунцокрети (Ван Гог)
Сунцокрети (фр. Tournesols) су тема две серије слика мртве природе холандског сликара Винсента ван Гога. Прва серија слика, насликана у Паризу 1887. године, представља на земљу положене сунцокрете, за разлику од друге серије, настале у Арлу годину дана касније, која представља букет сунцокрета у вази. Две слике из париског периода купио је Ван Гогов пријатељ − уметник Пол Гоген. Око осам месеци касније, Сунцокрети су постали декорација једне од соба Жуте куће, собе у којој је Гоген требало да одседне.

## ПарискиСунцокрети
Ван Гог је две године живео са својим братом Теом у Паризу, 1886-1888. године. О Ван Гоговим активностима из тог времена се мало зна, осим да је у том периоду променио технику којом је стварао слике мртве природе. Упознао је кључне уметнике импресионизма, поентилизма и других покрета у уметности и оно што је од њих научио уносио је у своја дела. Расположење у његовим делима се знатно мења, експериментише са бојом, светлошћу и новим техникама.
Две слике сунцокрета из овог периода Ван Гоговог стваралаштва поседовао је Пол Гоген.
- Сунцокрети, уље на платну, 21 x 27 цм, Музеј Ван Гога, Амстердам
- Сунцокрети, уље на платну, 43.2 x 61 цм, Музеј Метрополитен, Њујорк
- Сунцокрети, уље на платну, 50 x 60.7 цм, Музеј уметности, Берн
- Сунцокрети, уље на платну, 60 x 100 цм, Крулер-Милер музеј, Отерло

## Сунцокретииз Арла
Током свог боравка у Арлу, Ван Гог је позвао Гогена да му се придружи, како би ту заједно основали атеље. У писму брату Теу, Ван Гог је написао: Сада кад се надам да ћу живети са Гогеном у нашем атељеу, желим да направим декорације за атеље. Ништа осим великог цвећа.
- Сунцокрети, прва верзија: тиркизна позадина, уље на платну
- Сунцокрети, друга верзија: краљевскоплава позадина, уље на платну
- Сунцокрети, трећа верзија: плавозелена позадина, уље на платну
- Сунцокрети, четврта верзија: жута позадина, уље на платну

## Сунцокрети и пријатељство
Ван Гог је стварање започео у касно лето 1888. године и наставио је и током наредне. Једна слика је служила као декорација Гогенове собе. Слике приказују сунцокрете у свим фазама живота, од пуног цвата до увенућа. Због употребе спектра жуте боје, слике су сматране иновативним. У писмима које је писао брату, Ван Гог открива суштину и Гогенову очараност Сунцокретима.

## Сунцокретии контроверза
Дана 31. марта 1987. године јапански магнат Јасуо Гото је на аукцији у Лондону купио Ван Гогово дело Мртва природа: Ваза са петнаест сунцокрета за 39.921.750 долара, највећу количину новца издвојену за једно уметничко дело у том тренутку. Након куповине дела, подигла се прашина око тога да ли је купљено дело оригинал или фалсификат.